# Бабичи
Бабичи (на словенски: Babiči) е село в Словения, Обално-крашки регион, община Копер. Според Националната статистическа служба на Република Словения през 2002 г. селото има 232 жители.